# Ptochophyle rothschildi
Ptochophyle rothschildi là một loài bướm đêm trong họ Geometridae.